# Kryštof Jaroslav Krakowský z Kolowrat
Kryštof Jaroslav Krakowský z Kolowrat (1604 – 30. březen 1659) byl příslušník krakovské větve šlechtického rodu Kolovratů a císařský rada, přísedící dvorského a komorního soudu, hejtman rakovnického a žateckého kraje.

## Život
Svobodný pán Kryštof Jaroslav Krakowský z Kolowrat se narodil v roce 1604 jako první syn a první ze tří potomku Abunda Krakowského z Kolowrat na Šípech (1596–1604) a Anny Marie Kinské z Vchynic (1604 – po 1619). V roce 1604 zdědil spolu s bratrem Jiřím Albrechtem po otci statek Šípy (německy Schippen), který v době jejich nezletilosti spravovala jejich matka. Když dosáhli plnoletosti, dohodli se, že každý z nich bude vlastnit polovinu statku i tvrze.
Po roce 1620 nebyl konfiskační komisí odsouzen, avšak rozsudek (ze dne 26. října 1623), zbavující ho pokuty, nebyl vyhlášen. Poněvadž se Kryštof Jaroslav mylně domníval, že byl odsouzen upadnouti do manství, přijal 20. června 1626 omylem polovinu Šíp v odhadnuté ceně 3500 kop grošů míšeňských a složil příslušný manský slib. Jeho omyl byl definitivně napraven až roku 1652, kdy se stal jeho majetek znovu zpupným (alodiálním). Dne 24. září 1624 koupil za 3500 kop grošů míšeňských od svého bratra Jiřího Albrechta druhou polovinu šípského statku. Roku 1630 (vklad až v roce 1631) však celé šípské zboží, totiž tvrz Šípy se dvorem, pivovarem se sladovnou a spilkou (kvasírnou), dále celou ves, mlýn, rybník a lesy postoupil své manželce Anně Kateřině, za což získal směnou statek Olešná (Blešná) s příslušenstvím na Křivoklátsku. Takovým způsobem vyšly Šípy z držení rodu Krakowských z Kolowrat.
V roce 1644 zdědil Vysokou Libyni a téhož roku po Bohuslavu Jiřím Krakowském z Kolowrat i Dražovice, které však v roce 1656 prodal markýzi Michaelu Alvernia-Saluzzi di Clavisana (1607–1678), někdy uváděném i jako Saluzzo de Clavesana. Kryštof Jaroslav zakoupil také statky Svojetín a Pavlín. Po jeho smrti se Olešné ujala ovdovělá Anna Kateřina, která pak roku 1668 tento statek prodala hraběnce Anně Zuzaně Khunové z Lichtenbergu, rozené z Maggau.
Před svou smrtí sepsal poslední vůli, v níž svým synům odkázal ves Vysokou Libyni s tvrzí, dvorem a dalším příslušenstvím a dále i vsi Lhotu a Zdeslav. Pro neshody však bratři tento statek roku 1660 prodali Anně Elišce z Metychu (Mettich von Tschetschou) za 17400 kop grošů míšeňských.
Pohřben byl v hrobce v presbytáři karmelitánského kostela sv. Havla na Starém Městě pražském, a to u jeho severní zdi, kam byla později uložena i jeho manželka. Vstup do krypty je kryt náhrobní deskou z roku 1659 ze slivenského mramoru, na které je český text.

## Mecenášství
Kryštof Jaroslav Krakowský z Kolowrat také, v souladu s rodovou tradicí, vydatně podporoval klášter augustiniánů v Dolním Ročově, takže řeholníci mohli v letech 1647–1648 uskutečnit rozsáhlé opravy svého zchátralého konventu, který navíc doznal velkých škod po třicetileté válce. Kryštof Jaroslav finančně zajistil veškeré opravy.

## Rodina
Kryštof Jaroslav se oženil s Annou Kateřinou Kaplířovou ze Sulevic (1617 – 1. červen 1693), dcerou Adama Kaplíře ze Sulevic a Ludmily Šlovské ze Šlovic, která zemřela ve věku devadesáti devíti let. Z tohoto manželství se narodilo pět synů a tři dcery
- 1. Arnošt Abund (1649 – 10.5. 1686, pohřben v Praze), císařský rada, hejtman prácheňského kraje (1663), hejtman Nového Města pražského (1666)[1]
  - ∞ Johanka Františka Bechyňová z Lažan († 17. 4. 1686, pohřbena ve Velharticích)
- 2. Albrecht Jindřich (1655 – 5. 8. 1704, pohřben v Praze), komoří a tajný rada, hejtman rakovnického kraje, povýšen do hraběcího stavu v Čechách 10. 10. 1700
  - 1. ∞ Anna Alžběta z Metychu
  - 2. ∞ Častolovice 1676 Apolonie Polyxena Krakowská z Kolowrat, jejich děti:
    - 1. [z 1. manž.] Františka Antonie (* 20. 2. 1665 Praha)
    - 2. [z 1. manž.] Karel Antonín (asi 1667 – 19. 2. 1682 Vysoká Libyně, pohřben v Praze)
    - 3. [z 1. manž.] Anna Isabela (4. 10. 1674 Častolovice – 25. 11. 1691 Vysoká Libyně, pohřbena v Praze)
    - 4. [z 2. manž.] Ludmila Františka († 12. 12. 1687 Vysoká Libyně, pohřbena v Praze)
    - 5. [z 2. manž.] Marie Terezie († 27. 11. 1687 Vysoká Libyně, pohřbena v Praze)
- 3. Eva Eusebie (doložena 1636 – 1655)
  - ∞ 1636 Albrecht Znamirovský ze Znamirovic
- 4. Maxmilián Václav (1659 – 25. 3. 1706), hejtman slánského kraje 1660–1661, povýšen do hraběcího stavu v Čechách 29. 12. 1701
  - 1. ∞ 15. listopad 1667 Maria Füll von Grunerthofen (+ 3. 3. 1700)
  - 2. ∞ Marie Regina z Völderndorffu
- 5. Bohuslav Oktavián (1659 – 4. 7. 1663, pohřben v Praze)
- 6. Alžběta Kateřina (1662 – 3. 11. 1683 Štěpánov, pohřbena v Řepíně)
  - ∞ Jan Pavel Walderode z Eckhausenu (25. 11. 1637 – 26. 9. 1698, pohřben ve Znojmě)
- 7. Augustin František (20 7. 1614 Rakovník – 14. 8. 1695, pohřben v Praze), voják
- 8. Anna Ludmila (28. 8. 1646 Rakovník – 1706 Praha)
  - ∞ Jan Kyšperský z Vřesovic